# Villa Longree

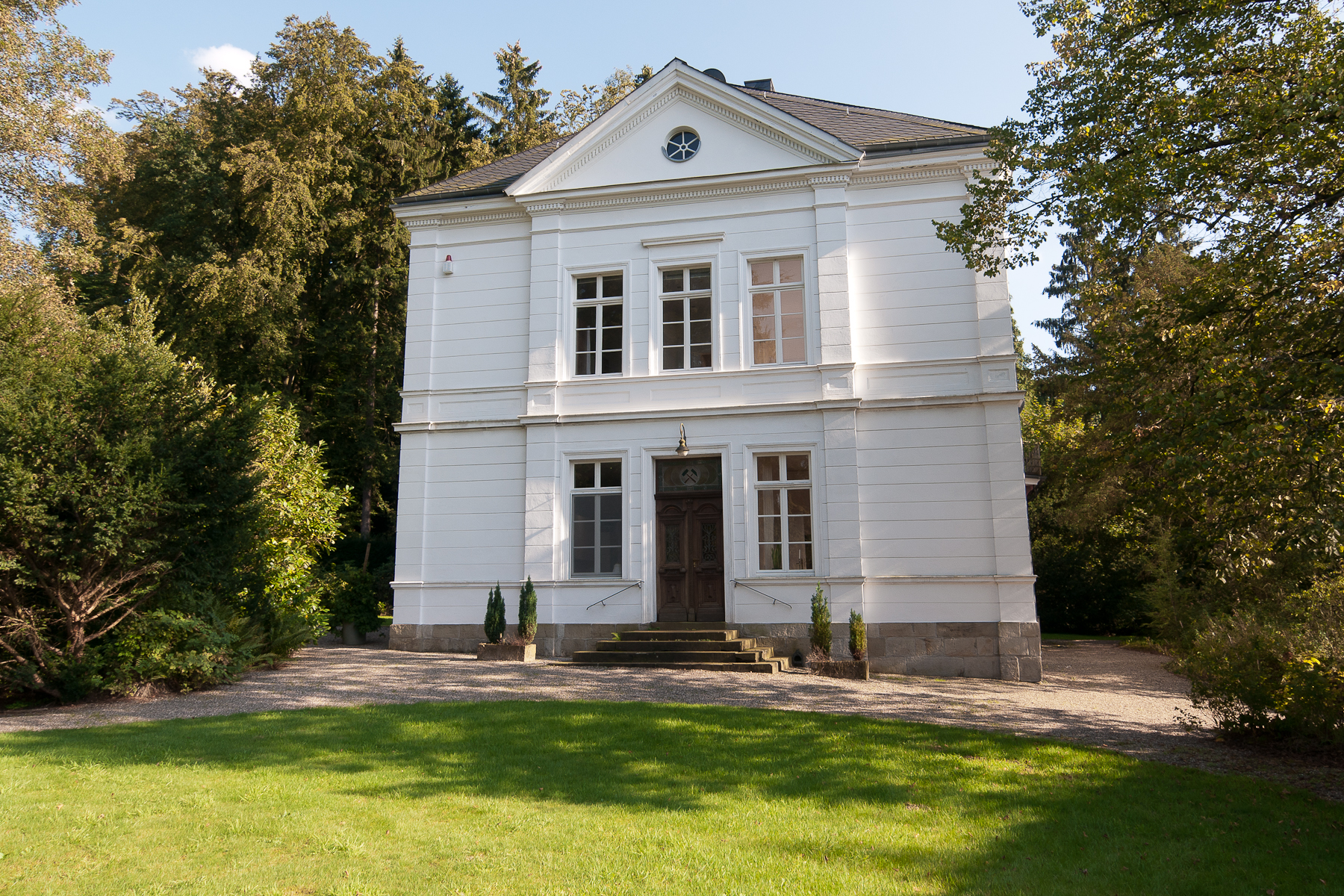
Villa Longree, 2011

Die Villa Longree ist eine ehemalige Fabrikantenvilla. Sie steht an der Hauptstraße 316 im Stadtteil Hoffnungsthal von Rösrath im Rheinisch-Bergischen Kreis.

## Geschichte
Das Haus wurde 1864 als zweigeschossiger Bau im klassizistischen Stil mit einem verschieferten Walmdach errichtet. Dazu gehört ein Garten im italienischen Stil. Das Anwesen wurde ursprünglich für Karl Daniel Reusch eingerichtet. Ihren Namen erhielt die Villa von Karl Heinrich Longree, der von 1895 bis 1935 Direktor der Grube Lüderich war. Die Eheschließung zwischen dem katholischen Bergwerksdirektor und der evangelischen Fabrikantentochter Hermine Reusch war im Jahr 1900 für die damaligen Verhältnisse etwas Besonderes. In der Villa Longree trafen sich Vertreter aus der Industrie und dem Bergbau, den beiden wichtigsten Wirtschaftszweigen des Sülztals.

## Baudenkmal
Das Anwesen ist unter Nr. 11 eingetragen in die Liste der Baudenkmäler in Rösrath.